# Miguel Amilibia
Miguel de Amilibia y Machimbarrena (San Sebastián, 15 de noviembre de 1901 - San Sebastián 6 de octubre de 1982) fue un abogado y político del País Vasco (España).

## Biografía
Hijo de Eustasio de Amilibia y Calbetón, Aristeguieta y Blanchon, VI marqués de la Paz, hermano de José María de Amilibia y Machimbarrena y bisnieto del célebre alcalde de San Sebastián Eustasio de Amilibia y Egaña que consiguió el derribo de sus murallas en 1863. 
Se licenció en Derecho en la Universidad de Oviedo. Trabajó como subdirector letrado por oposición y director en funciones de la Caja de Ahorros Provincial de Guipúzcoa, era afiliado al PSOE y defendió a los sublevados en la Revolución de Asturias de 1934. En las Elecciones generales de España de 1936 fue elegido diputado del Frente Popular por Guipúzcoa. Formó parte de la Comisión de Estatutos junto con José Antonio Aguirre y Ramón Viguri y Ruiz de Olano, y fue asesor jurídico del Departamento de Trabajo del Gobierno de Euzkadi. En 1937 fue nombrado secretario del Comité Central Socialista de Euskadi, y con Rufino Laiseca defendió la creación de un Partido Socialista vasco, autónomo del PSOE, y que sostuvo también durante su exilio.
Durante la Guerra Civil defendió la República dentro del Euzko Gudarostea como jefe de la Junta de Defensa de Guipúzcoa, luchando en los frentes de Irún y Avilés como teniente de artillería. En 1937 fue el último parlamentario vasco en abandonar Bilbao, consiguió huir a Gijón y de ahí a Cataluña en un pesquero. En 1939 pasó a Francia, poco después fue encerrado en un campo en Argelia hasta que en 1942 consiguió ir a Buenos Aires.
En Argentina rompió con la disciplina del PSOE y trabajó como traductor, periodista y asesor literario. Redactor de las agencias The Associated Press y Reuters y editorialista del periódico El Mundo de Buenos Aires. Fue presidente de la Comisión Española de la Paz en la Argentina e integrante del Comité Argentino de Solidaridad con Vietnam.
En 1977 volvió al País Vasco y en 1978 ingresó en Herri Batasuna, de cuya Mesa Nacional fue miembro poco antes de su muerte. Fue colaborador del diario Egin y del semanario Punto y Hora de Euskal Herria.

## Obras
- La Guerra Civil Española (1951)
- Los dos robinsones (1970)
- La guerra fría (1972)
- La Segunda Guerra Mundial. De Danzing a los Balcanes (1939-1941) (1972)
- Los batallones de Euskadi (1977)
- De Versalles a Hiroshima 1918-1945 (1987)
- Los hombres de la Historia, colección en fascículos

Traducción
- André Gide. Diario [1889-1949], Buenos Aires, Editorial Losada S. A., 1963, 1532 pp.